# Oligia nigrofasciata
Oligia nigrofasciata är en fjärilsart som beskrevs av Heydemann 1942. Oligia nigrofasciata ingår i släktet Oligia och familjen nattflyn. Inga underarter finns listade i Catalogue of Life.